# 簡勤佑
簡勤佑（1990年—），畢業於國立台灣大學資訊管理學系，社群網站Dcard創辦人、曾任中國國民黨數位行銷科技長。

## 生平

### 成立Dcard
簡勤佑大學時就讀於國立台灣大學資訊管理學系，他在四年級下學期因創意創業學程，協商同系二年級學弟林裕欽架設了以大學生為對象的社群網站「Dcard」作為課程作品。簡勤佑當時因覺悟學生族群的交友圈應有限於大學生，於是他構想一套交友機制，讓台灣的大學生們於午夜十二點藉由聯誼網站匿名配對，並且為了增添配對的浪漫色彩，如若當天沒有送出邀請，便會就此錯過。簡勤佑測試該機制時獲得熱烈反響，難再以人工配對承擔工作量，於是他找來林裕欽編寫程式及架設網站，誕生出了第一版Dcard網頁。翌年，Dcard新增校園聊天室的功能，之後進一步發展為綜合型論壇。2015年，他與林裕欽二人一同創辦資本額新台幣兩千萬元的「狄卡科技股份有限公司」，到了2017年Dcard累積會員超過兩百萬，而他也在這一年從「狄卡」離開並脫出股權。

### 加入國民黨
簡勤佑離開狄卡之後的三年裡，並沒有從事黨政工工作，直到2020年4月投入了中國國民黨「數位諸葛亮」（數位行銷科技長職位）公開海選，並獲選該職。在簡勤佑出任國民黨數位行銷科技長消息一出後，狄卡公開聲明簡已於三年前離開公司。
他甫上任，恰逢蔡英文政府以「Taiwan can help」之名運送口罩援助他鄉，以舒緩嚴重特殊傳染性肺炎疫情 ，惟中華航空的英文名稱「China airlines」造成兩岸政權的混淆，因而產生了將中華航空改名的提議，時任中華民國交通部長林佳龍亦表達支持。有鑒於此簡勤佑註冊了「taiwan airlines」相關的三個網址，以及製作了「林佳龍承諾華航改名計時器」，還稱只要完成改名便送網址，以此作為上任後的第一招。
上任近一個月後，他再度推出「靠北蘇睏」臉書粉絲專頁，以徵集民眾對蔡英文政府防疫紓困措施的怨言。然而，其中一則貼文附以一名辦公室女性張腿跨坐於影印機的圖片，圖上還有「什麼政府，紓困就紓困，附什麼『收入來源』的影印文件，害老娘要爬上去影印」的文字描述，引得各界討論，並有指責其物化女性的聲浪，簡勤佑原先主張人民之言論自由，但隨後由國民黨文傳會主委王育敏陪同出席記者會並公開道歉。之後，他持續根據時事議題進行網路行銷，包括「綠色是原諒的顏色」、「反罷韓」等。
2020年6月22日，ETtoday及CTWANT等媒體報導簡勤佑遭降職或撤職的消息，國民黨否認了報導的真實性，並對外解釋因數位行銷科技長職掌與文傳會新媒體事務部有所關聯，所以在該部新設一座位以便合署辦公。